# Oración semipredicativa
Oraciones semipredicativas o semiatributivas son, en la gramática tradicional, aquellas cuyo verbo puede sustituirse por un verbo copulativo (ser, estar o parecer). Por tanto, estrictamente no son ni oraciones predicativas ni oraciones atributivas. Por ejemplo: El partido resultó (=fue, pareció) un fiasco. Juan andaba (=estaba, parecía, era) tonto ese día. Todo permanecía (=estaba, parecía) inmóvil.
El predicado que forman se denomina predicado mixto. Está formado por un verbo semipredicativo y por un complemento predicativo.
- Datos: Q6051769